# Gare de Wattrelos
Ne doit pas être confondu avec Gare de Roubaix - Wattrelos.
La gare de Wattrelos est une gare ferroviaire française fermée de la ligne de Roubaix - Wattrelos à Wattrelos, située sur le territoire de la commune de Wattrelos dans le département du Nord, en région Hauts-de-France.

## Situation ferroviaire
Établie à 23 mètres d'altitude, la gare de Wattrelos est située au point kilométrique (PK) 19,694  de la ligne de Roubaix - Wattrelos à Wattrelos.

## Histoire
À la suite de la création de la gare du Pile en 1878, deuxième gare de la ville voisine de Roubaix située à proximité de Wattrelos, cette commune demande également à être desservie par le chemin de fer. Lors de la construction d'une ligne reliant la gare du Pile et la Belgique par la gare de Herseaux, un arrêt douanier pour le trafic voyageurs situé à Wattrelos est créé. Le site où édifier cette gare est décidé en 1893. La construction de la gare de Wattrelos s'effectue en 1897, l'édifice s'inspirant de la gare de Seclin. Le service ferroviaire commence en mai 1898 pour le trafic de marchandises et en mars 1899 pour le trafic des voyageurs.
La Première Guerre mondiale fait cesser l'activité de cette gare. Une fois cette guerre terminée, le trafic transfrontalier reprend mais à moindre intensité. L'entre-deux-guerres voit la gare perdre son poste de douane ainsi que l'arrêt voyageurs en 1937,.
La gare cesse toute activité durant les années 1980. Les rails sont enlevés au début des années 1990.

## Patrimoine ferroviaire
Le bâtiment voyageurs, d'abord reconverti centre médico-scolaire, est devenu successivement un lycée, une école élémentaire puis à partir de 1986 le conservatoire de musique municipal.